# Manpower 4

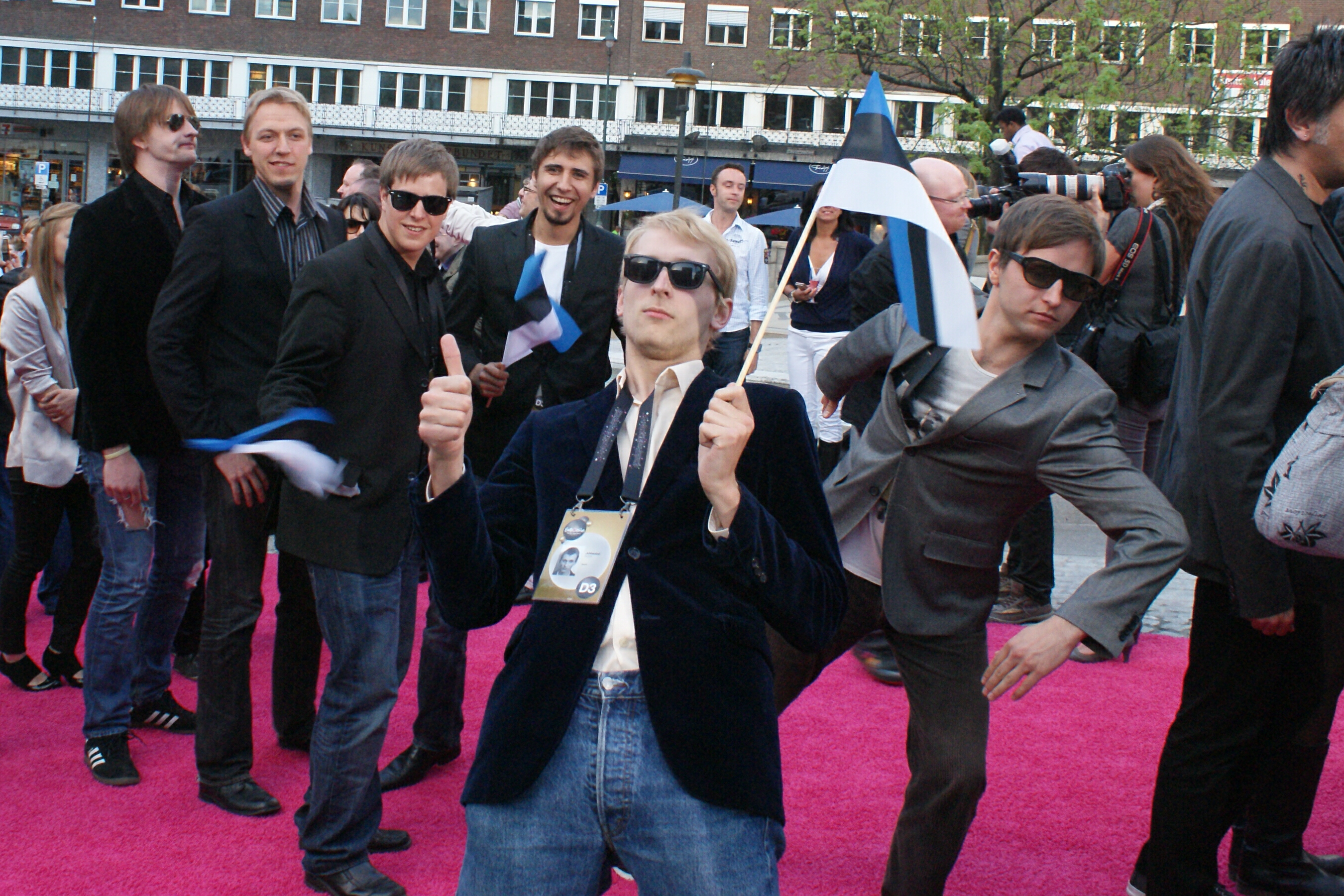
Manpower 4

Manpower 4 é um grupo de músicos da Estónia.
Irão representar o seu país, a Estónia, no Festival Eurovisão da Canção 2010, em Oslo, Noruega, com a música Siren, cantada exclusivamente em inglês.